# Kanabis v Sloveniji
Uživanje kanabisa v Sloveniji je nezakonito, vendar dekriminalizirano. Medtem ko raba medicinske marihuane ni dovoljena, je uporaba kanabinoidnih pripravkov v medicinske namene dovoljena.

## Razvrstitev
V letu 2012 je bil napisan predlog dekriminaliziranja medicinske konoplje, vendar ni uspel dobiti zadostne podpore. V letu 2013 je bil pripravljen nov predlog, ki je dobil zadostno podporo javnosti. Kot rezultat je vlada Republike Slovenije ponovno uvrstila kanabinoide v razred II prepovedanih drog (od prvotnega Razred I), s čimer je dovoljena uporaba pripravkov na osnovi kanabinoidov v medicinske namene.

## Referendum za legalizacijo konoplje
Državni zbor je odločil, da bodo lahko slovenski volivci glasovali za legalizacijo konoplje na referendumu v letu 2024. Najbrž bosta postavljeni dve referendumski vprašanji; prvo naj bi se glasilo »Ali naj RS dopusti gojenje in predelavo konoplje v medicinske namene?« in drugo pa »Ali naj RS na svojem ozemlju dopusti gojenje in posedovanje konoplje za omejeno osebno rabo?«. Referendum podpirata koalicijski stranki Gibanje Svoboda in Levica, ter zunajparlamentarne stranke, kot je Piratska stranka Slovenije.